# Sanna Marin
Pour les articles homonymes, voir Marin.
Sanna Marin (/ˈsɑnːɑ ˈmɑriːn/), née le 16 novembre 1985 à Helsinki, est une femme d’État finlandaise, présidente du Parti social-démocrate de Finlande (SDP) et Première ministre du 10 décembre 2019 au 20 juin 2023.
Issue d'une famille pauvre et ayant grandi dans la précarité, elle est diplômée de l'Université de Tampere après avoir financé ses études avec des « petits boulots », ce qui fait d'elle un symbole de l'ascension sociale finlandaise. Elle obtient son premier mandat électif en 2012, comme conseillère municipale de Tampere. Elle est élue députée au Parlement de Finlande trois ans plus tard et devient en juin 2019 ministre des Transports et des Communications du gouvernement de coalition du social-démocrate Antti Rinne.
À la suite de la démission de ce dernier, elle prend sa succession et devient Première ministre en décembre 2019. À 34 ans, elle est à ce moment la plus jeune personne à diriger un gouvernement dans le monde et à diriger le gouvernement dans l'histoire finlandaise. Les cinq partis de sa majorité sont par ailleurs dirigés par des femmes. Elle prend la tête du Parti social-démocrate de Finlande le 23 août 2020 et intègre la même année le classement des 100 femmes les plus puissantes du monde selon Forbes,.
En 2022, elle adopte une ligne très ferme face au président russe Vladimir Poutine, à la suite de l'invasion de l'Ukraine par la Russie, pays voisin de la Finlande. Elle choisit notamment, dès le début de l'invasion, de fournir des armes à l'Ukraine, rompant avec la neutralité historique de la Finlande, et de soumettre la candidature de son pays à l'Organisation du traité de l'Atlantique nord malgré les menaces ouvertes du gouvernement et du président russes.

## Situation personnelle

### Famille et enfance
Sanna Mirella Marin naît le 16 novembre 1985 à Helsinki dans une famille modeste. Peu après sa naissance, sa mère rejoint un refuge pour femmes battues pour échapper à son mari alcoolique. Ses parents divorcent donc. Elle est alors élevée par sa mère et sa nouvelle compagne. Elle n'a jamais connu sa famille maternelle, sa mère ayant passé son enfance dans un orphelinat.

### Enfance et éducation
La famille rencontre des difficultés financières qui ont un impact sur le début de sa scolarité que Sanna Marin qualifie de « médiocre ». Diplômée en administration publique à l'université de Tampere, elle est la première membre de sa famille à suivre des études universitaires. Afin de les financer, elle occupe plusieurs « petits boulots » ; dans une boulangerie, livreuse de journaux ou caissière en magasin et ne contracte aucun prêt étudiant de peur de ne pas pouvoir le rembourser.

### Mariage et descendance
Depuis une quinzaine d'années, elle est en couple avec l'ancien footballeur et entrepreneur Markus Räikkönen, avec qui elle a une fille née en janvier 2018,. Le couple se marie en août 2020, et divorce en mai 2023.

## Carrière politique

### Début de parcours
Elle entre dans le mouvement de jeunesse du Parti social-démocrate en 2006 et se présente sans succès aux élections municipales à Tampere deux ans plus tard.

### Premières responsabilités
Sanna Marin est élue au conseil municipal de Tampere en 2012, et en prend la présidence en janvier 2013. À l'occasion des élections législatives du 19 avril 2015, elle fait son entrée au Parlement de Finlande en représentation de la circonscription de Pirkanmaa.
Elle devient seconde vice-présidente du Parti social-démocrate de Finlande (SDP) en 2014, puis première vice-présidente en février 2017.

### Ministre des Transports

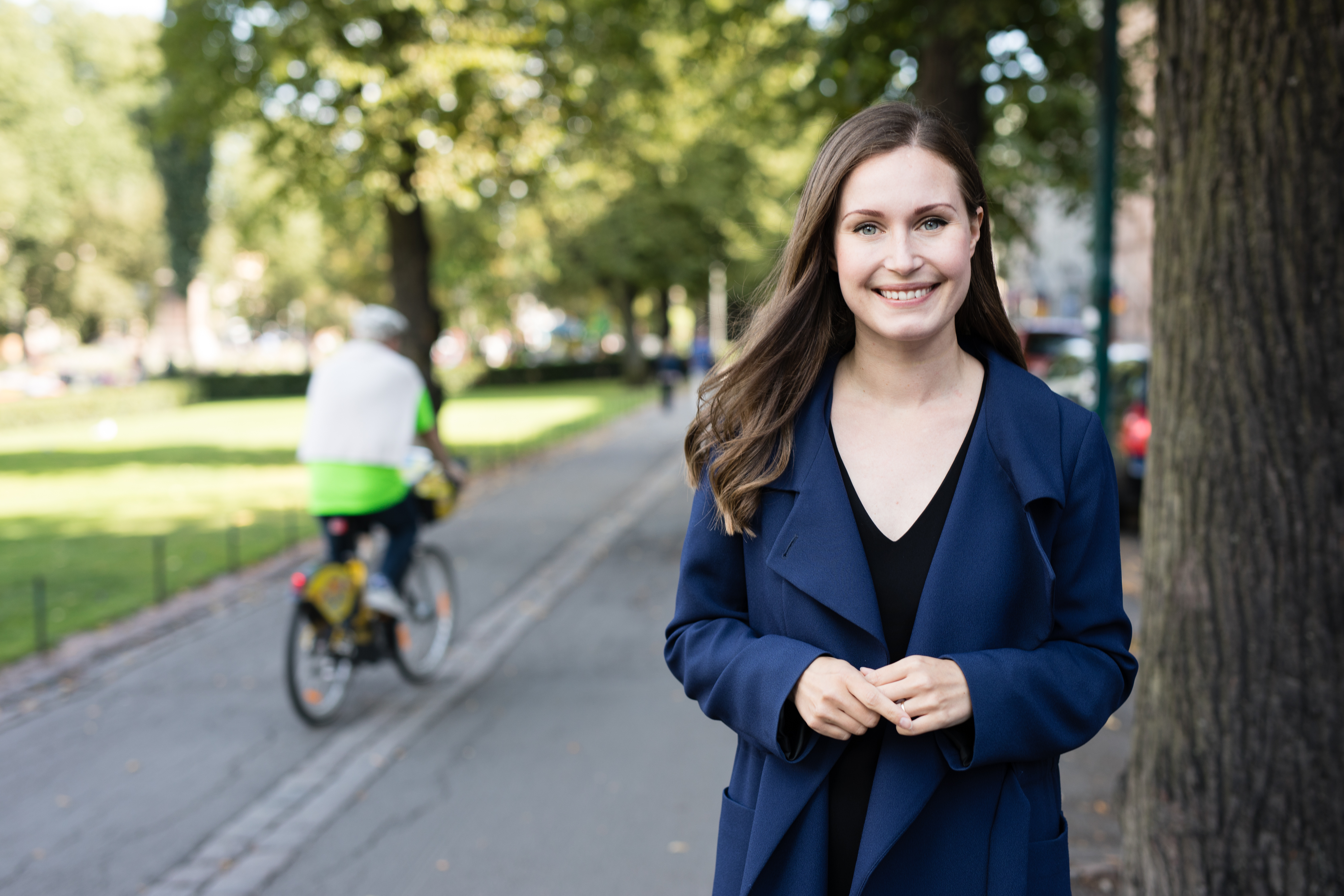
Sanna Marin devient ministre des Transports et des Communications en juin 2019.

Au début de l'année 2019, elle remplace Antti Rinne, alors absent pour congé maladie, dans la campagne pour les élections législatives du 14 avril suivant. Lors du scrutin, elle recueille 20 000 voix de préférence, réalisant la meilleure performance parmi les candidats sociaux-démocrates.
En juin suivant, Rinne la nomme ministre des Transports et des Communications.

### Première ministre

#### Élection

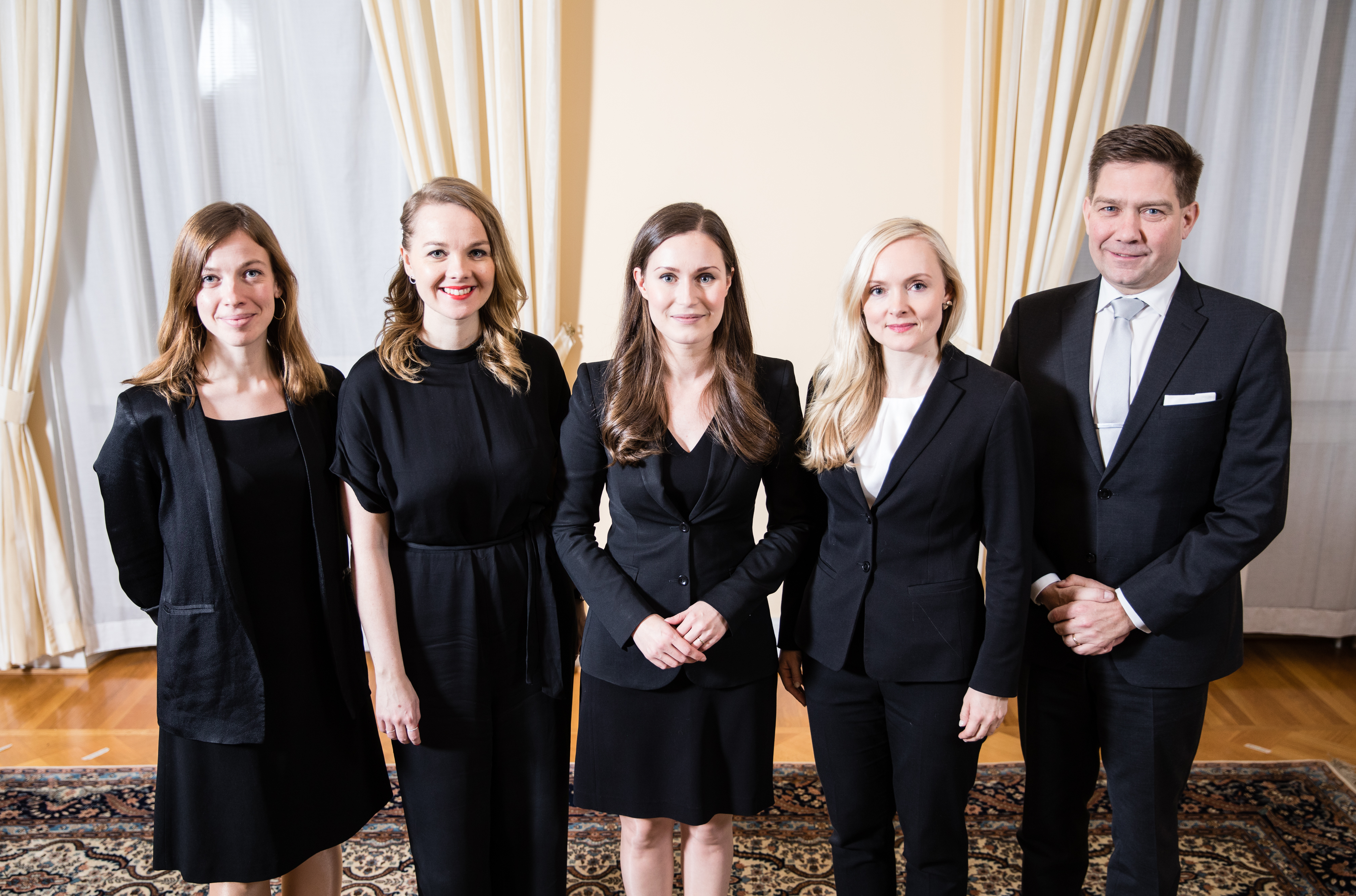
Sanna Marin devient Première ministre en décembre 2019.

Le 8 décembre 2019, cinq jours après que Rinne a remis sa démission en raison de la rupture de sa coalition gouvernementale, Sanna Marin est désignée candidate du SDP à la direction du gouvernement par le conseil du parti. Lors du vote, elle recueille 32 voix favorables, trois de plus qu'Antti Lindtman.

#### Formation de son gouvernement
L'Eduskunta la désigne formellement Première ministre le 10 décembre suivant, par 99 voix pour et 70 voix contre. Son gouvernement est désigné quelques heures plus tard par le président de la République Sauli Niinistö. À 34 ans, elle devient le plus jeune chef du gouvernement de l'histoire finlandaise, et devient également la chef de gouvernement la plus jeune lors de sa prise de fonction, ravissant ce titre au centriste Esko Aho qui s'était hissé au pouvoir à 36 ans en 1991. À sa prise de fonction, elle est également le plus jeune chef de gouvernement en exercice, devançant le Premier ministre ukrainien Oleksiy Hontcharouk, âgé de 35 ans.
Le 23 août 2020, elle est élue à la présidence du Parti social-démocrate de Finlande.

#### Gestion de la guerre russo-ukrainienne

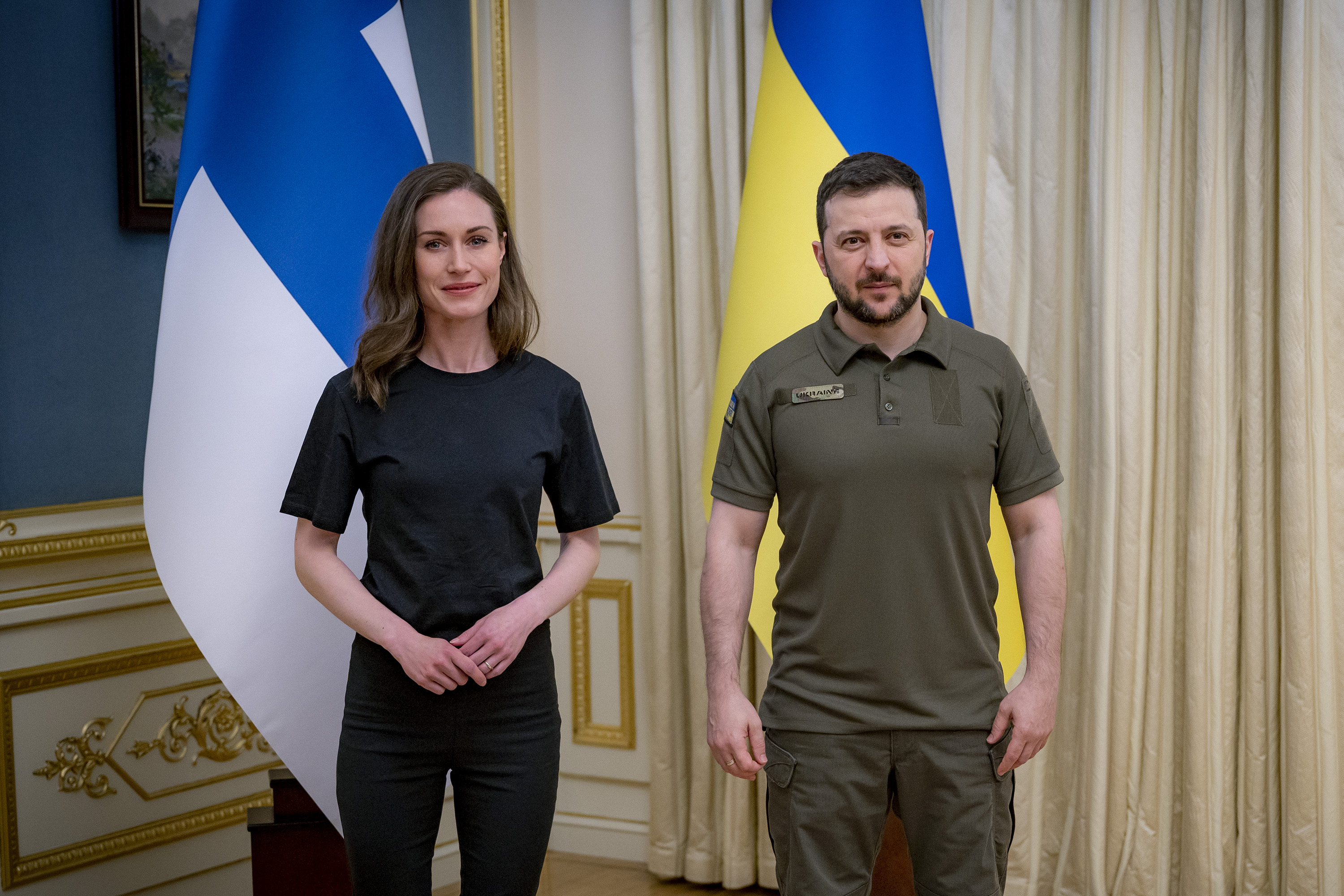
Sanna Marin avec le président ukrainien Volodymyr Zelensky à Kiev le 26 mai 2022.

Elle annonce, début 2022, dans le contexte de l'invasion de l'Ukraine par la Russie, le « renforcement de la coopération de la Finlande avec l’Union européenne en matière de défense » et évoque « le droit [de la Finlande] de déposer une demande d’intégration à l’OTAN »,. Rompant avec la neutralité historique de la Finlande, elle fait une demande officielle d'adhésion à l'OTAN le 15 mai 2022.

#### Défaite aux élections législatives de 2023
Le 2 avril 2023, à l'issue des élections législatives, le parti de Sanna Marin est devancé par le Parti de la coalition nationale, la formation de centre droit dirigée par Petteri Orpo, et le Parti des Finlandais, d'extrême droite. Le soir-même, la Première ministre sortante reconnaît sa défaite tandis que Petteri Orpo lance des négociations pour former un nouveau gouvernement.
Trois jours plus tard, elle annonce lors d'une conférence de presse ne pas être candidate au renouvellement de son mandat à la présidence du Parti social-démocrate lors du congrès de septembre 2023, convoqué à Jyväskylä, et son souhait de redevenir simple députée dans la prochaine législature.
Le 6 avril 2023, elle présente la démission de son gouvernement au président Sauli Niinistö qui la charge d'expédier les affaires courantes jusqu'à la formation du prochain gouvernement. Après avoir formé un gouvernement de coalition, Petteri Orpo succède officiellement à Sanna Marin le 20 juin.

### Démission de son mandat de députée
À l'issue des élections législatives, Sanna Marin annonce renoncer à la présidence du parti social-démocrate. Le 7 septembre 2023 elle demande à être démise de son mandat de députée car elle a été nommée conseillère stratégique au Tony Blair Institute for Global Change. Cette demande est acceptée le 12 septembre et effective dès le 13 septembre 2023.

## Polémique et image
En 2021, le magazine Time la sélectionne comme une des 100 personnes les plus influentes du monde.
En août 2022, des vidéos de Sanna Marin faisant la fête et dansant dans un appartement privé à Helsinki sont publiées. Riikka Purra, présidente du Parti des Finlandais — parti populiste de droite radicale — lui demande de se soumettre à un test de dépistage de drogues. Mikko Kärnä, député du Parti du centre — membre de la coalition gouvernementale — suggère qu'elle se soumette volontairement à ce test pour lever les doutes. Sanna Marin déclare n'avoir pas consommé de drogue ni vu personne le faire au cours de la fête,,,. Elle se soumet à un test de dépistage, qui se révèle négatif.
Selon le journal Le Parisien, cet événement révèle un traitement politique qui diffère selon le sexe et l'âge des personnalités au pouvoir. Sanna Marin reçoit le soutien de nombreuses femmes dans le monde entier,,. Pour Eugenia Michtelstein, experte en communication politique et directrice du département de sciences sociales de l'université de San Andrés, « ces critiques sont sexistes » : elle se demande si une demande de dépistage aurait été faite pour un homme Premier ministre tel que Boris Johnson à la suite du Partygate. Elle questionne le rôle des réseaux sociaux qui diffusent publiquement la vie privée des personnalités politiques, chose impossible vingt ans auparavant.
En 2024, le groupe français Indochine rend hommage à l'ex-Première ministre avec Sanna sur la croix, 5e titre de l'album Babel Babel,.